# Leberwurst
La Leberwurst est un produit de charcuterie d'origine allemande. Il est généralement disponible sous forme à tartiner. Sa consommation dépasse largement les pays germanophones. Sa dénomination officielle en français est « saucisson de pâté de foie », on parle aussi de saucisse de foie.

## Composition

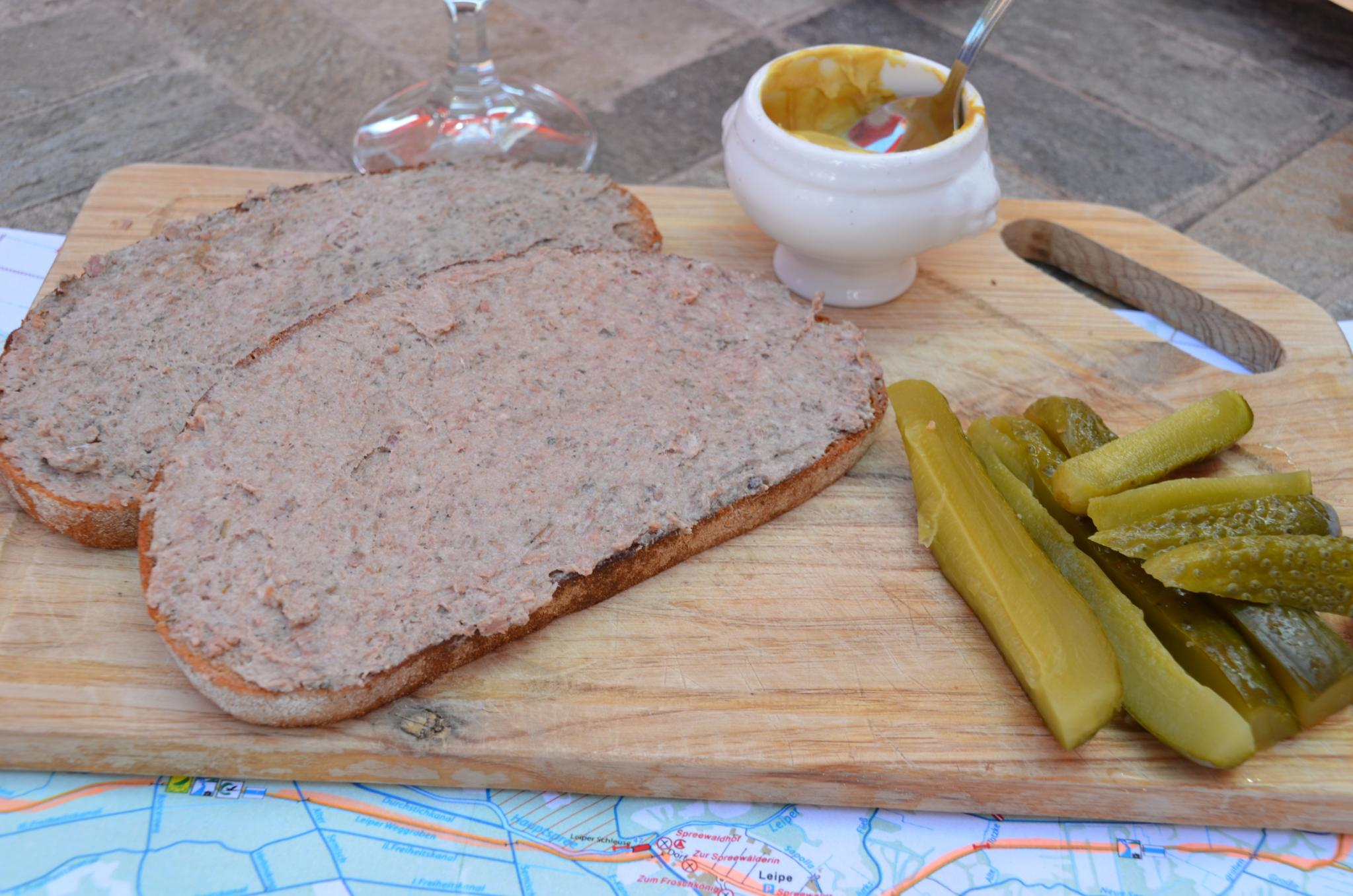
Tartines de Leberwurst accompagnées de cornichons au vinaigre.

Produite industriellement, la Leberwurst peut être élaborée à la maison ou artisanalement. Les ingrédients courants sont : viande de porc maigre, lard, foie de porc, oignons, sel, poivre, ail.

## Variantes
La Leberwurst connaît des variantes régionales comme la Thüringer Leberwurst, la Berliner Leberwurst, la Pfälzer Leberwurst, la Braunschweiger Leberwurst, la Zeppelinwurst de Francfort, et autres.
Des compositions existent également à base de viande de veau ou de volaille.